# Agneepath (película de 2012)
Agneepath (Traducción literal: El camino del fuego) es una película de acción india de 2012 producida por Hiroo Yash Johar y Karan Johar para Dharma Productions. Es un remake de la película de 1990 del mismo nombre y fue dirigida por el antiguo asistente de Johar, Karan Malhotra. El guion fue escrito por Malhotra junto con Ila Dutta Bedi. Johar rinde homenaje a su padre, Yash Johar, productor de la película original, a través de este filme. La música de la película fue compuesta por Ajay-Atul, con letras escritas por Amitabh Bhattacharya. A pesar de haber sido publicada como un remake, la película se basa levemente en la historia original, a la vez que hace que los personajes e incidentes sean completamente diferentes. El título de la película fue tomado de un poema del mismo nombre de Harivansh Rai Bachchan.
Con un presupuesto cercano a los diez millones de dólares, la película se convirtió en un éxito masivo de taquilla al recaudar cerca de treinta millones de dólares. Desde entonces se ha convertido en una de las películas más taquilleras de todos los tiempos en el cine de Bollywood y recibió cinco nominaciones en la ceremonia anual de los Premios Filmfare, entre otros galardones.

## Sinopsis
La película relata la historia de venganza de Vijay Chauhan contra un malvado y sádico sujeto llamado Kaancha, quien cuelga al padre de Vijay hasta su muerte. Vijay crece con el único objetivo de vengar la muerte de su padre. La historia gira en torno a Vijay Chauhan, sus relaciones con su familia y, especialmente, su venganza.

## Reparto
- Hrithik Roshan es Vijay Deenanath Chauhan.
- Sanjay Dutt es Kancha Cheena.
- Rishi Kapoor es Rauf Lala.
- Om Puri es Gaitonde.
- Priyanka Chopra es Kaali Gawde.
- Zarina Wahab es Suhasini Deenanath Chauhan.
- Chetan Pandit es Deenanath Chauhan.
- Sachin Khedekar es Borkar.
- Rajesh Tandon es Mazhar Lala.
- Deven Bhojani es Azhar Lala.
- Rajesh Vivek es Bakshi.
- Banwarilal Taneja es el padre de Kancha.
- Ravi Jhankal es Shantaram.
- Kanika Tiwari es Shiksha Deenanath Chauhan.
- Pankaj Tripathi es Surya.
- Brijendra Kala es Muneem.
- Katrina Kaif es Chikni Chameli.
- Madhurjeet Sarghi es Lachhi.
- Arish Bhiwandiwala es Vijay Chauhan joven.
- Vraddhi Sharma es un periodista.
- Inaamulhaq es uno de los habitantes del pueblo.